# Sarbanissa vitalis
Sarbanissa vitalis là một loài bướm đêm trong họ Noctuidae.